# 工人革命党 (墨西哥)
工人革命党（西班牙语：Partido Revolucionario de los Trabajadores）是墨西哥历史上的一个托洛茨基主义政党。该党成立于1976年，由两个托洛茨基主义团体合并而成：第四国际支部国际主义共产主义联盟和墨西哥的莫雷诺派。1991年，该党失去注册政党资格。1996年，该党改组为社会主义融合。